# Otto Pedrazzini
Otto Pietro Paolo Pedrazzini (* 29. Juni 1915 in Locarno; † 11. April 1982 ebenda; heimatberechtigt in Campo (Vallemaggia)) war ein Schweizer Offizier und Oberstbrigadier der Schweizer Armee.

## Leben
Otto Pedrazzini hatte sich zum Bautechniker ausbilden lassen, bevor er im Jahr 1941 als Instruktionsoffizier der Infanterie in den Bundesdienst eintrat. In seiner militärischen Laufbahn kommandierte er im Wechsel mit Diensten als Generalstabsoffizier nacheinander die Grenadierkompanie 30, das Gebirgsfüsilierbataillon 96 und das Gebirgsinfanterieregiment 30. Beruflich hatte Pedrazzini u. a. die Infanterierekrutenschulen von Bellinzona und die Infanterieoffiziersschulen von Lausanne kommandiert. 1952 wählte die Società Cantonale Ticinese degli Ufficiali Major i Gst Otto Pedrazzini als Mitglied des Vorstandes der Schweizerischen Offiziersgesellschaft, bis 1957 war er noch deren Mitglied. Auf den 1. Januar 1964 ernannte ihn der Bundesrat unter gleichzeitiger Beförderung zum Brigadier zum Kommandanten der Grenzbrigade 9 (1964–1968). Im Jahr 1970 war Pedrazzini Militärattaché an der Schweizer Botschaft in Rom und 1972 in Athen (mit Sitz in Rom).

## Schriften
- La Svizzera e la sua integrazione nella comunità internazionale. Coscienza Svizzera, Faido 1966.